# Sodalitium Confessionis Apostolicae
Sodalitium Confessionis Apostolicæ (SCA) (Den apostoliska bekännelsens brödraskap), var en högkyrklig, luthersk tredjeorden inom Lunds stift, grundad 1919 under påverkan av Oxfordrörelsen av Albert Lysander, kyrkoherde i Sankt Petri församling i Malmö. Dess ordenstecken var ett slätt, likarmat klöverbladskors av silver, ritat av Wiven Nilsson. 
Brödraskapets mål var att skapa ett andligt motstånd inom den svenska kristenheten mot, främst, liberalteologin. Det var öppet för både präster och lekmän. Mellan 1939 och 1999 fanns även en gren för kvinnliga lekmän benämnd Sorores Confessionis Apostoliceae (Den apostoliska bekännelsens systrakrets).
Dess verksamhet avsomnade 2009, men brödraskapet fick flera efterföljare. Till de mera kända hör Jesu Moder Marias Systraskap, stiftat 1957 i Malmö av Magda Wollter, som sedan 1983 tillhör den romersk-katolska kyrkan, och därefter grundade Mariavalls kloster i östra Skåne. Ur kretsen kring systraskapet bildades också Förbundet för Kristen Enhet, som vill verka för Svenska kyrkans återförening med den katolska gemenskapen.